# تپه تل تیمور
تپه تل تیمور مربوط به هزاره اول است و در شهرستان آبیک، روستای خوزنان واقع شده و این اثر در تاریخ ۲۵ اسفند ۱۳۸۰ با شمارهٔ ثبت ۵۴۴۶ به‌عنوان یکی از آثار ملی ایران به ثبت رسیده است.